# Галичина (поїзд № 129/130/149/150)
«Галичина́» — нічний швидкий двохгрупний фірмовий пасажирський потяг 2-го класу № 149/150//129/130 сполученням Чернівці — Кременчук/Полтава
Експлуатант — Укрзалізниця. Власник — Південна залізниця. 
Протяжність маршруту складає — 1183 км з Полтави і 1167 км з Кременчука.
На даний потяг є можливість придбати електронний квиток.

## Історія
З 18 червня 2018 року був продовжений поїзд №143/144 Ворохта - Київ до Кременчука і формування Південної залізниці.
З 9 грудня 2018 року був змінений номер на №149/150 і ходить по такому ж графіку і через день.
З 8 грудня 2019 року був змінений номер на №129/130, а колишній №149/150 ходить до Полтави.
З 18 березня 2020 року потяги було скасовано через пандемію COVID-19, але курсував далі звичним графіком.
Ще на Новий Рік 2020-2021 потяг № 150/149 продовжили до станції Харків-Пасажирський.
З 7 по 11 квітня 2021 року через потрапляння Івано-Франківської області у «червону зону», маршрут руху поїзда було скорочено до станції Ходорів.
З 12 грудня 2021 року поїзд № 150/149 перенаправлений до станції Чернівці.
З 10 грудня 2023 року поїзд № 130/129 перенаправлений до станції Чернівці.

## Інформація про курсування
Потяги курсують цілий рік. На шляху маршруту зупиняється на 29 проміжних станціях. Ходить через день.
| Розклад руху потяга «Галичина» № 130/129 з 10 грудня 2023 року | Розклад руху потяга «Галичина» № 130/129 з 10 грудня 2023 року | Розклад руху потяга «Галичина» № 130/129 з 10 грудня 2023 року | Розклад руху потяга «Галичина» № 130/129 з 10 грудня 2023 року | Розклад руху потяга «Галичина» № 130/129 з 10 грудня 2023 року |
| Час прибуття                                                   | Час відправлення                                               | Станція                                                        | Час прибуття                                                   | Час відправлення                                               |
| -------------------------------------------------------------- | -------------------------------------------------------------- | -------------------------------------------------------------- | -------------------------------------------------------------- | -------------------------------------------------------------- |
| —                                                              | 16:45                                                          | Кременчук                                                      | 10:02                                                          | —                                                              |
| 09:50                                                          | 10:10                                                          | Івано-Франківськ                                               | 16:44                                                          | 17:21                                                          |
| 12:25                                                          | —                                                              | Чернівці                                                       | —                                                              | 14:32                                                          |

| Розклад руху потяга «Галичина» № 150/149 з 10 грудня 2023 року | Розклад руху потяга «Галичина» № 150/149 з 10 грудня 2023 року | Розклад руху потяга «Галичина» № 150/149 з 10 грудня 2023 року | Розклад руху потяга «Галичина» № 150/149 з 10 грудня 2023 року | Розклад руху потяга «Галичина» № 150/149 з 10 грудня 2023 року |
| Час прибуття                                                   | Час відправлення                                               | Станція                                                        | Час прибуття                                                   | Час відправлення                                               |
| -------------------------------------------------------------- | -------------------------------------------------------------- | -------------------------------------------------------------- | -------------------------------------------------------------- | -------------------------------------------------------------- |
| —                                                              | 16:52                                                          | Полтава                                                        | 10:10                                                          | —                                                              |
| 09:50                                                          | 10:10                                                          | Івано-Франківськ                                               | 16:44                                                          | 17:21                                                          |
| 12:25                                                          | —                                                              | Чернівці                                                       | —                                                              | 14:32                                                          |

Актуальний розклад руху вказано у розділі «Розклад руху призначених поїздів» на офіційному вебсайті «Укрзалізниці».
Іде через день і їде спочатку з Кременчука, а тоді до Полтави. 

## Схема поїзда
Потяги складаються з 8 вагонів з ВЧ-4 Полтава
6 Плацкартних
2 Купейних